# Porphyrinia aliena
Porphyrinia aliena là một loài bướm đêm trong họ Noctuidae.